# 은혜초등학교
은혜초등학교(恩惠初等學校)는 대한민국 서울특별시 은평구 불광동에 있었던 사립 초등학교이다.

## 학교 연혁
- 1966년 3월 10일: 개교
- 1966년 8월 6일: 은혜국민학교 위치 변경 인가 (은평구 불광동 331-27)
- 1966년 9월 21일: 은혜국민학교 교사 이전 (현 위치, 은평구 불광동 331-27)
- 2018년 3월 6일: 모든 학생이 타 학교로 전학, 사실상 폐교
- 2022년 3월: 학교폐쇄명령 취소소송 원고패소 확정

## 논란
은혜초등학교를 운영하는 은혜학원 측은 학생 수 감소에 따른 운영난을 이유로 일방적으로 폐교를 선언하고 2017년 12월 폐교신청을 했다. 서울특별시교육청에서는 학부모 동의 없는 폐교는 불가하다며 즉시 반려시켰으며, 2018년 1월 이후 은혜학원은 2월 말일자 교직원 해고를 통보하는 등 계속 폐교 계획을 밝혔다. 학부모들이 폐교에 반대하자 교육청도 폐교 불가 입장을 밝혔다. 학교측의 높은 등록금 책정에 대한 반발로 3월 6일 모든 학생이 타학교로 전학감에 따라 사실상 폐교되었다. 교육청에서는 폐교 신청을 수리하지 않아 법률적으로는 4년간 더 살아있었지만 2018년 3월 6일 부로 폐교된 것이나 다름 없었다. 이로서 서울 소재 사립초등학교 중 문을 닫은 첫 번째 사립초등학교가 되었다. 부속유치원은 정상 운영하다가 교육청에서 단설 유치원으로 전환을 승인해 운영하다가 2020년 4월 이후 유치원생과 교직원들이 떠나 사실상 휴원상태이다. 하지만 2022년 5월 현재까지 법적으로 휴원신고나 폐원이 되지는 않았다.
2021년 1월 23일 법원은 은혜학원이 은혜초등학교의 학생에게는 300만원, 학부모에게는 50만원을 배상하라고 판결하였다.
교육청은 이후 은혜초등학교에 학교폐쇄명령을 내렸으며 2022년 3월 학교폐쇄명령 취소소송이 원고패소로 확정되어 폐교되었다.

## 참고 자료
- 은혜초등학교 - 한국교육학술정보원 학교알리미